# ميناء تيقزيرت
ميناء تيقزيرت هو ميناء فينيقي وهو  ميناء صيد بحري يقع في بلدية تيقزيرت ويعتبر أحد الموانئ التاريخية لولاية تيزي وزو ومنطقة القبائل في ميدانَيْ التجارة والمواصلات البحرية.

## تاريخ
كانت مدينة تيقزيرت تضم مرفأ لصيد الأسماك إلى غاية اتخاذ قرار توسيعه وتطويره في سنة 2010م ليصير ميناء تجاريا متكامل الخدمات.
وكان هذا المرفأ يُعتبر تحفة سياحية مهمة مما أهله للارتقاء إلى مشروع كبير تنموي واستثماري، وذلك من خلال تحويله في ظرف وجيز إلى مكان للمتعة والترفيه بعد إنشاء مساحات خضراء شاسعة أعطت لمحيط الميناء شكلا طبيعيا جميلا وصورة سياحية خلابة.
وبعد مباشرة إنجاز "ميناء تيقزيرت واستلامه في سنة 2010م، يتم بعد ذلك الشروع في سنة 2011م في أشغال لحمايته من أخطار الكوارث الطبيعية.
واستفاد هذا الميناء من عمليات صيانة دورية تمثلت في أشغال بناء مصدات كبيرة تبني بالخرسانة المسلحة لحمايته من التأثيرات السلبية للتيارات البحرية القوية من جهة ومن ضرر الفيضانات الطبيعية التي قد تهدده من جانب آخر.
كما تمت تهيئة الشاطئ المجاور للمرفأ في سنة 2015م عبر إنجاز جدار واق من وصول الرمل إلى هذا الميناء السياحي الجديد على طول 120 مترا والذي قدرت تكلفة إنجازه بـ 247 مليون دينار جزائري، مما ساعد على إنعاش الحياة في هذه المدينة الساحلية.
وتمت برمجة تزويد «ميناء تيقزيرت» بهياكل وخدمات ضرورية من بينها فتح وحدة لحراس السواحل بالميناء، وتخصيص مكان جديد وواسع لرسو القوارب، وفتح مكان آخر خاص بالصيادين، وإنجاز وحدة صحية على مستوى الميناء للتكفل بالصيادين صحيا، وتدعيم المرفق بناد ومقر لجمعية الصيادين، وإنجاز أماكن خاصة لبيع السمك، والسهر على توفير النظافة وجمع القمامة وإزالة بقايا الأسماك.

## الموقع
يقع «ميناء تيقزيرت» على الشريط الساحلي لولاية تيزي وزو على بعد 36 كلم إلى الغرب من ميناء أزفون، وعلى بعد 116 كلم إلى الشمال الغربي من ميناء بجاية وعلى بعد 26 كلم إلى الشرق من ميناء دلس.
وهذا الموقع الرائع في الشريط الساحلي والواجهة البحرية، يجعل منه موقعا استراتيجيا مقابلا للطريق الوطني رقم 24.
يقع «ميناء تيقزيرت» على بعد 40 كلم إلى الشمال من مدينة تيزي وزو، ويطل على البحر الأبيض المتوسط.
ويقع هذا الميناء في ساحل منطقة القبائل.

## وظيفته

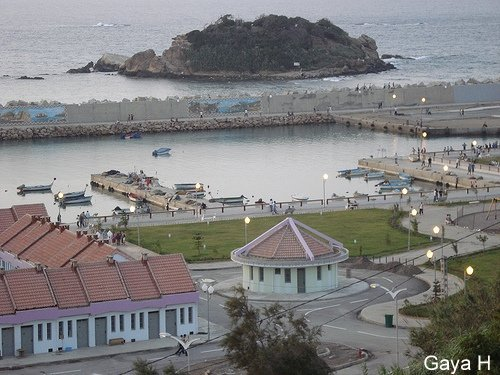
ميناء تيقزيرت

### ميناء صيد بحري
يُعتبر ميناء تيقزيرت موقعا لنشاط صيادي الأسماك الحريصين على الحفاظ على الموارد الصيدية من التراجع عن طريق تفادي الصيد غير القانوني وعدم استعمال سفن صيد تستعمل الشباك الخاصة بصيد السمك في الأعماق.
ذلك أن صيد الأسماك التجاري في ميناء تيقزيرت يقتضي الحفاظ على نمط الصيد التقليدي لحماية البيئة البحرية في ساحل ولاية تيزي وزو، لأن الصيادين الصغار كانوا يرجعون قبل سنة 2011م بمعدل 30 إلى 40 كيلوغراما من السمك في اليوم لكل صياد، مقابل أربعة كيلوغرامات فقط في سنة 2016م.
وعلى خلاف الصيد التقليدي عن طريق آلات الصيد البسيطة مثل الصنارة وشبكات الصيد وغيرها من المعدات التقليدية، فإن سفن الصيد بالشباك تعد العدو الأول للموارد الصيدية في ميناء تيقزيرت لأنها تستخدم شبكة صيد تؤدي إلى تدهور ملاجئ الأسماك المتواجدة في أعماق البحر الأبيض المتوسط قبالة ولاية تيزي وزو.
وفضلا عن قيامها بالصيد في مناطق محظورة، فإن هذه السفن تمارس ضغطا رهيبا على الموارد الصيدية دون أدنى احترام للمعايير المعمول بها.
فصناعة صيد الأسماك في ميناء تيقزيرت لم تكن تنشط فيها إلا سفينتان محليتان للصيد غير أنه كان يستقبل أكثر من ثلاثين سفينة تقدم من ولايات أخرى لترسو لمدة 24 ساعة لتمارس أثناء ذلك صيدا جائرا لا يمكن للوسط البحري أن يستريح، بينما ينبغي وفقا للمعايير أن تخرج السفينة مساء لتعود صباحا وأن تمتنع عن العمل في النهار.

### ميناء تسلية
يتوسط «ميناء تيقزيرت» شواطئ مدينة تيقزيرت الساحلية على غرار «شاطئ تسالاست» و«الشاطئ الكبير» أين يتوافد السياح أفرادا وعائلات للاستمتاع خاصة في فصل الصيف.
وبما أن هذا الميناء يتمركز بقلب المدينة، فهو يستقطب الباحثين عن الراحة النفسية والسكينة دون إرهاق ميزانيتهم بالتكاليف، مع توفر إمكانية شراء المثلجات من المحلات الكثيرة التي تفتح أبوابها للزائرين.
ويتوافد الناس على هذا المرفق للترفيه والمرح والتسلية، بعدما تمت تهيئته وأصبح مكانا للاستمتاع ليلا بزرقة البحر تحت الأضواء اللامعة التي تم وضعها خصيصا للوافدين إليه والراغبين في مداعبة مياه البحر.
كما تفضل العديد من العائلات المشي في الرمال الذهبية للشواطء القريبة من الميناء، وما زاد من جاذبية واجهته البحرية وجود خيم منصبة على مستوى أرصفته، والتي تزخر بمختلف التحف التقليدية المصنوعة بأنامل حرفيي ولاية تيزي وزو وتعكس الموروث الثقافي لمنطقة القبائل.

## الأسماك

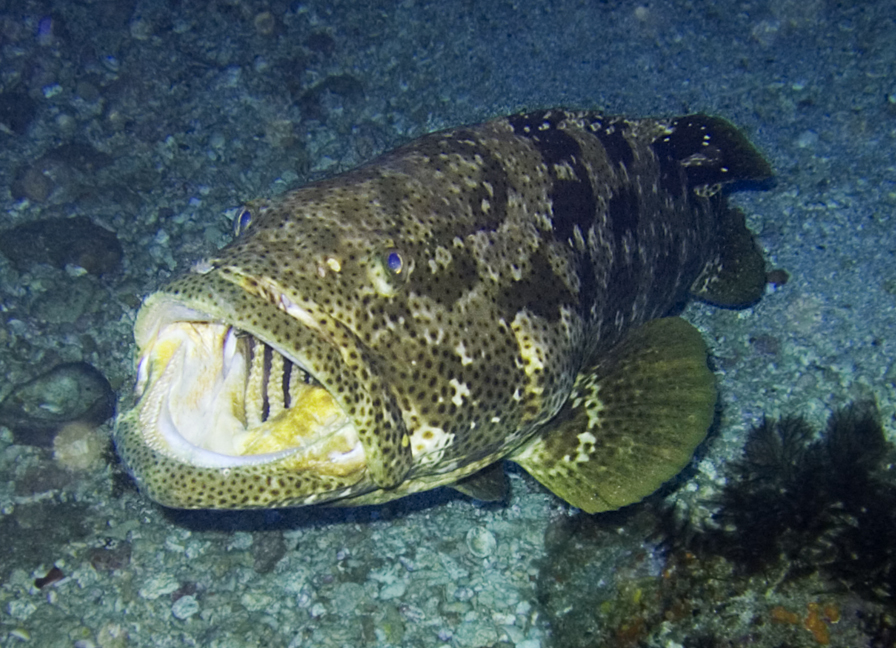
سمك الهامور

يُعتبر ساحل تيقزيرت غنيا بأسراب «الصرصار» الذي هو نوع من الأسماك يعيش بالأعماق الوعرة والذي كاد ينقرض من السواحل الجزائرية بسبب نشاطات الغطس وصيد الأسماك بالرمح.
وليس في مقدور الصيادين الحرفيين في ميناء تيقزيرت القيام بصيد أكثر من ثلاث إلى خمس قطع بالعام في حين يصطاد الغطاسون غير القانونيين إلى غاية 30 قطعة يوميا من خلال استغلال فترة تكاثر هذا النوع الذي يقترب كثيرا من الشواطئ من أجل وضع بيضه.
ويعاني كذلك سمك «الهامور الأصفر» من شبح الانقراض بسبب هذه الممارسات لأنه خلال فترة التكاثر يمكث هذا النوع من الأسماك لمدة ثلاثة أشهر بقرب سواحل ولاية تيزي وزو.
ذلك أن ممارسي الغطس وصيد الأسماك بالرمح يصطادون يوميا إلى غاية 70 كلغ من هذا «الهامور الأصفر» وهو ما لا يمكن تحقيقه خلال سنة كاملة من طرف الصيادين الحرفيين.
كما يشهد ساحل تيقزيرت تواجد كل من أسماك «القيثارة» و«الرخامي» و«القاروص المقلم» وأنواعا مهددة أخرى.

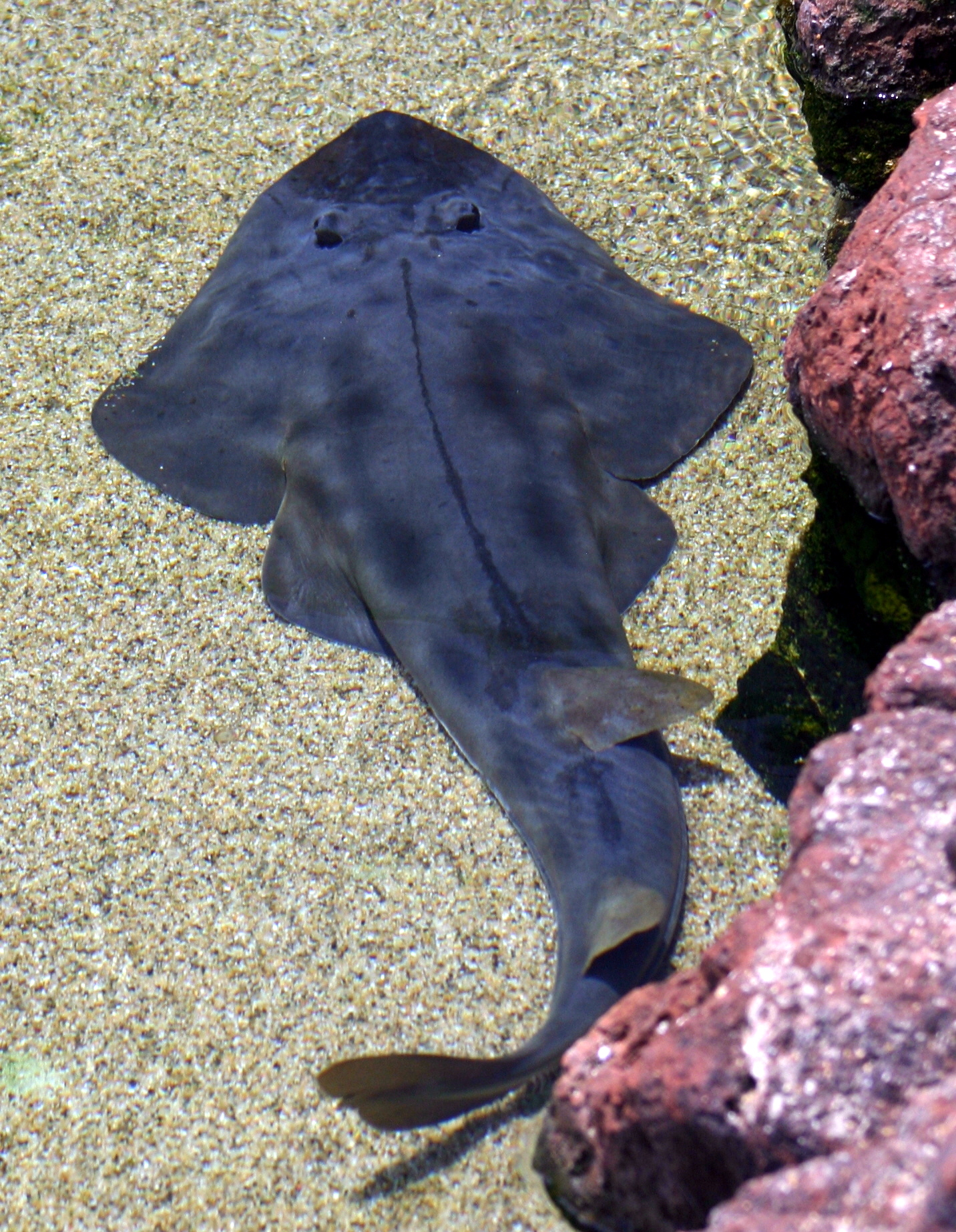
سمك القيثارة
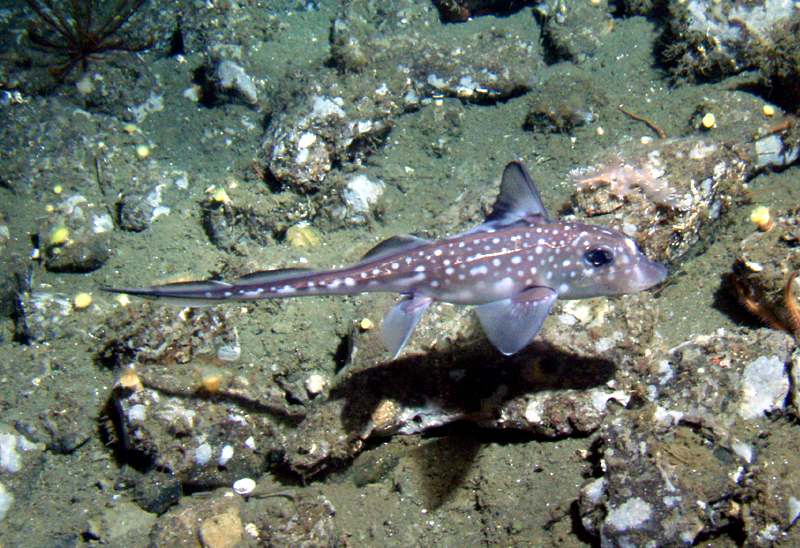
سمك الرخامي
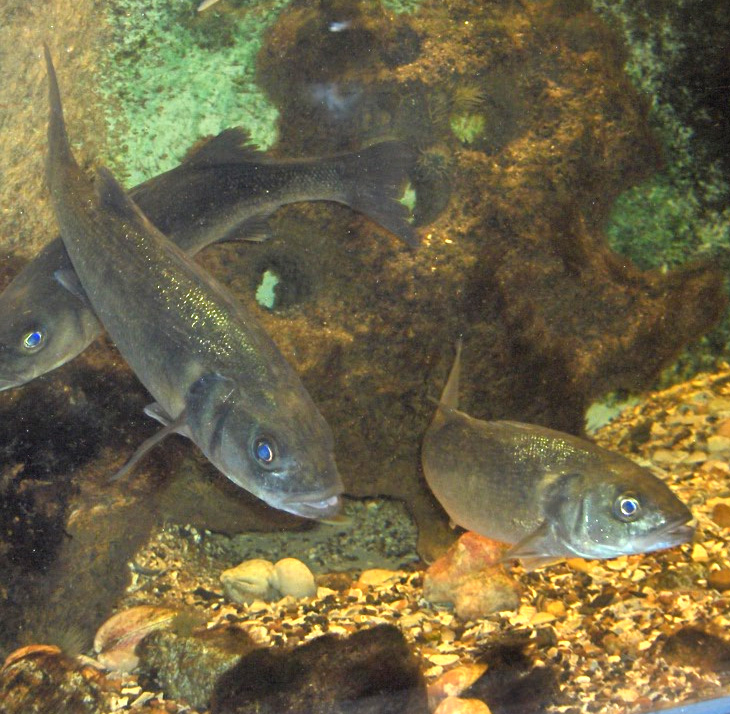
سمك القاروص المقلم

## مكتبة الصور

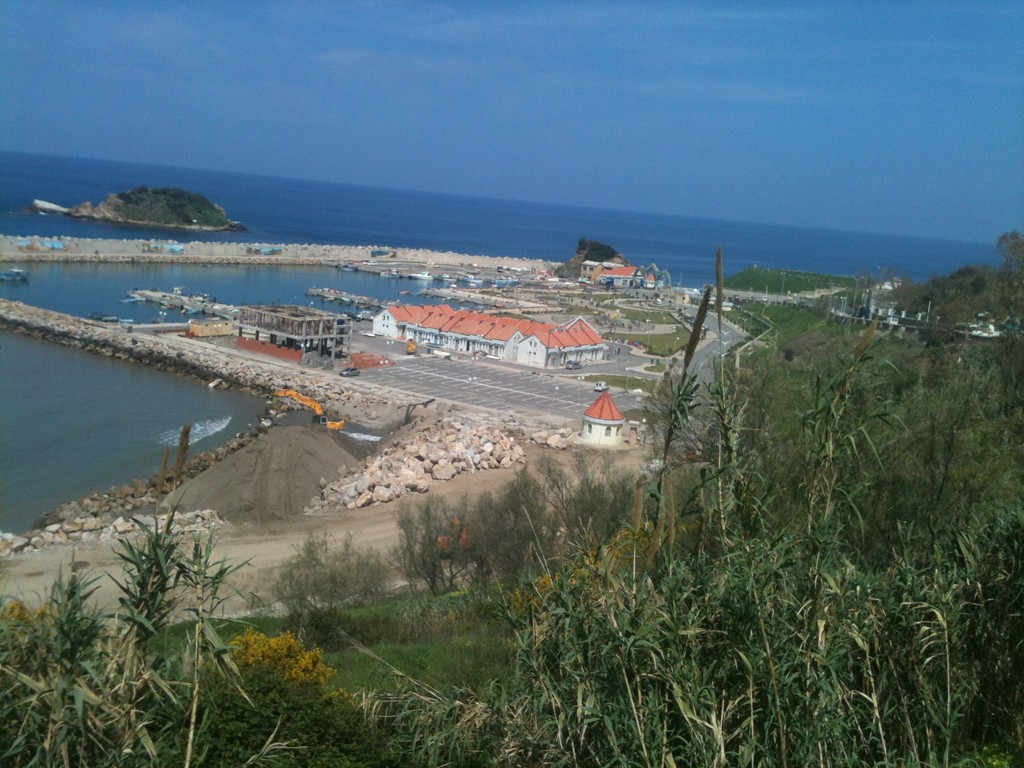
ميناء تيقزيرت
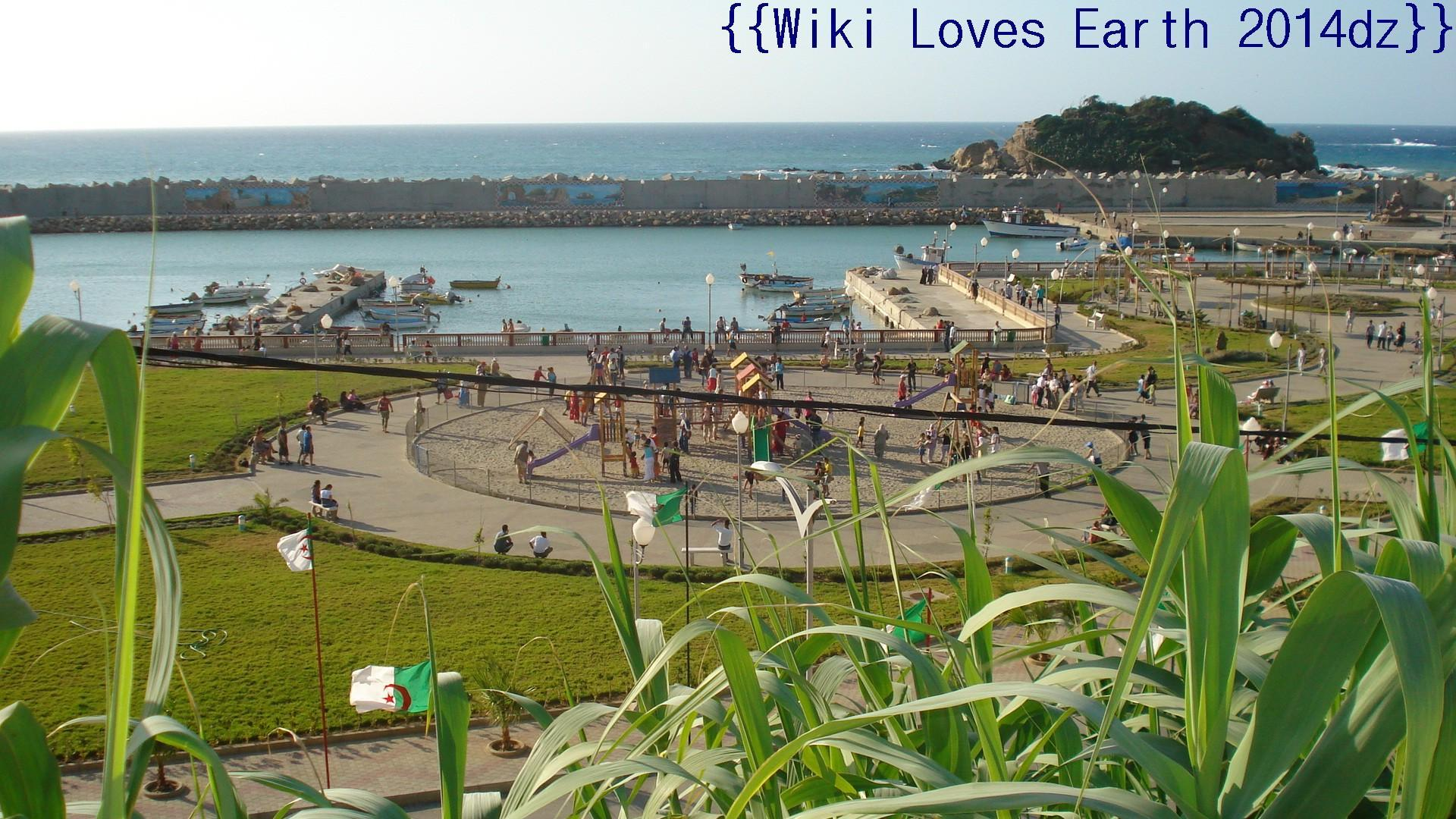
ميناء تيقزيرت
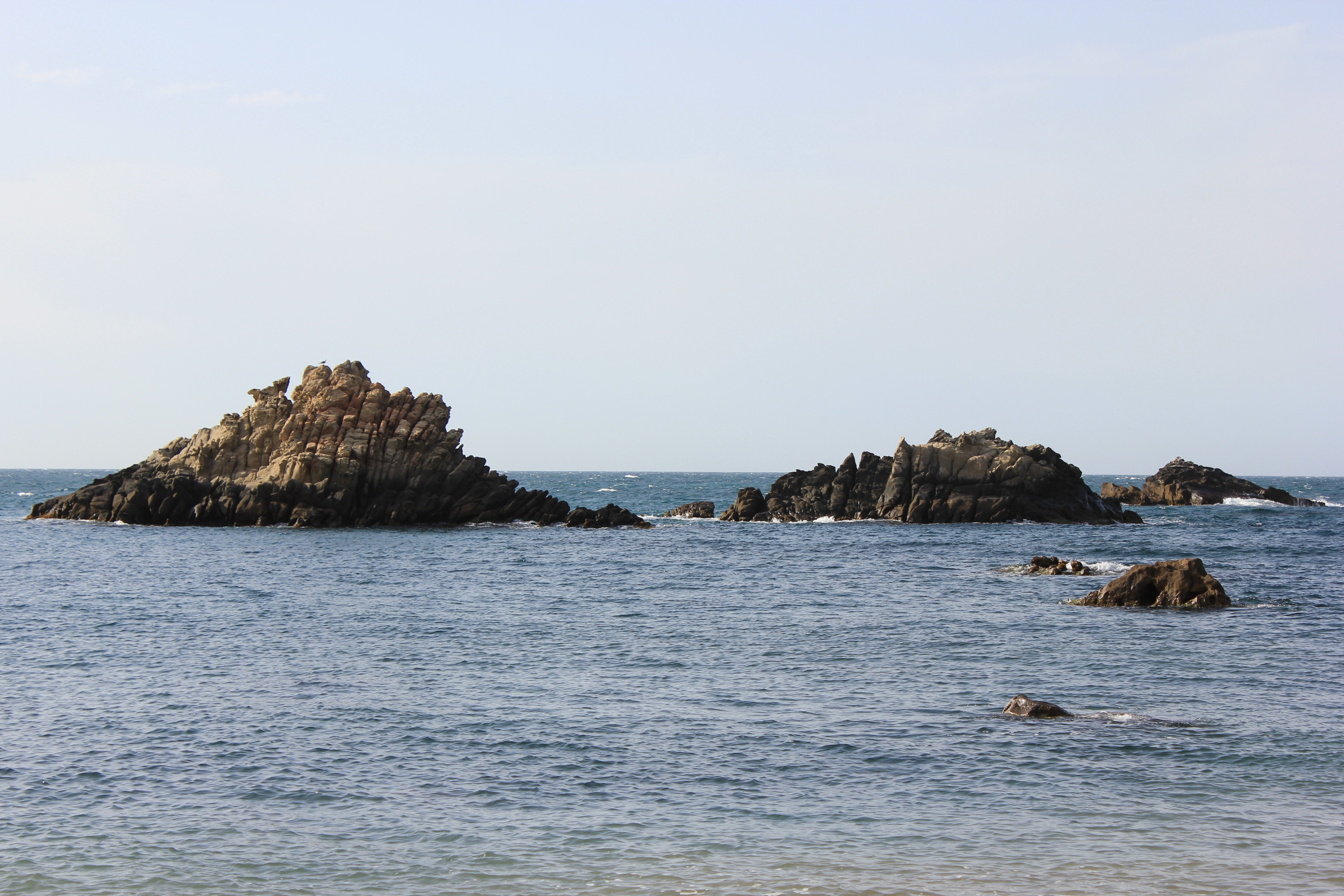
شاطئ قرب ميناء تيقزيرت

### مواضيع ذات صلة
- قائمة موانئ الجزائر
- قائمة خلجان الجزائر
- الصيد البحري في الجزائر
- النقل في الجزائر
- السياحة في الجزائر
- ولاية تيزي وزو

### فيديوهات
- منظر على ميناء تيقزيرت على يوتيوب.
- جولة حول ميناء تيقزيرت على يوتيوب.
- هياكل ميناء تيقزيرت على يوتيوب.
- محيط ميناء تيقزيرت على يوتيوب.